# Alcandro
Alcandro (em grego clássico: Ἄλκανδρος) foi um jovem de Esparta que atacou Licurgo e esfaqueou um de seus olhos quando seus concidadãos ficaram descontentes com as leis que ele propôs. O rosto mutilado de Licurgo, no entanto, produziu vergonha e arrependimento em seus inimigos, e eles entregaram Alcandro a ele para ser punido como ele julgasse adequado. Licurgo perdoou sua indignação e, assim, converteu-o em um de seus amigos mais calorosos. Ele morreu de fome depois de ser banido.